# Сантоны

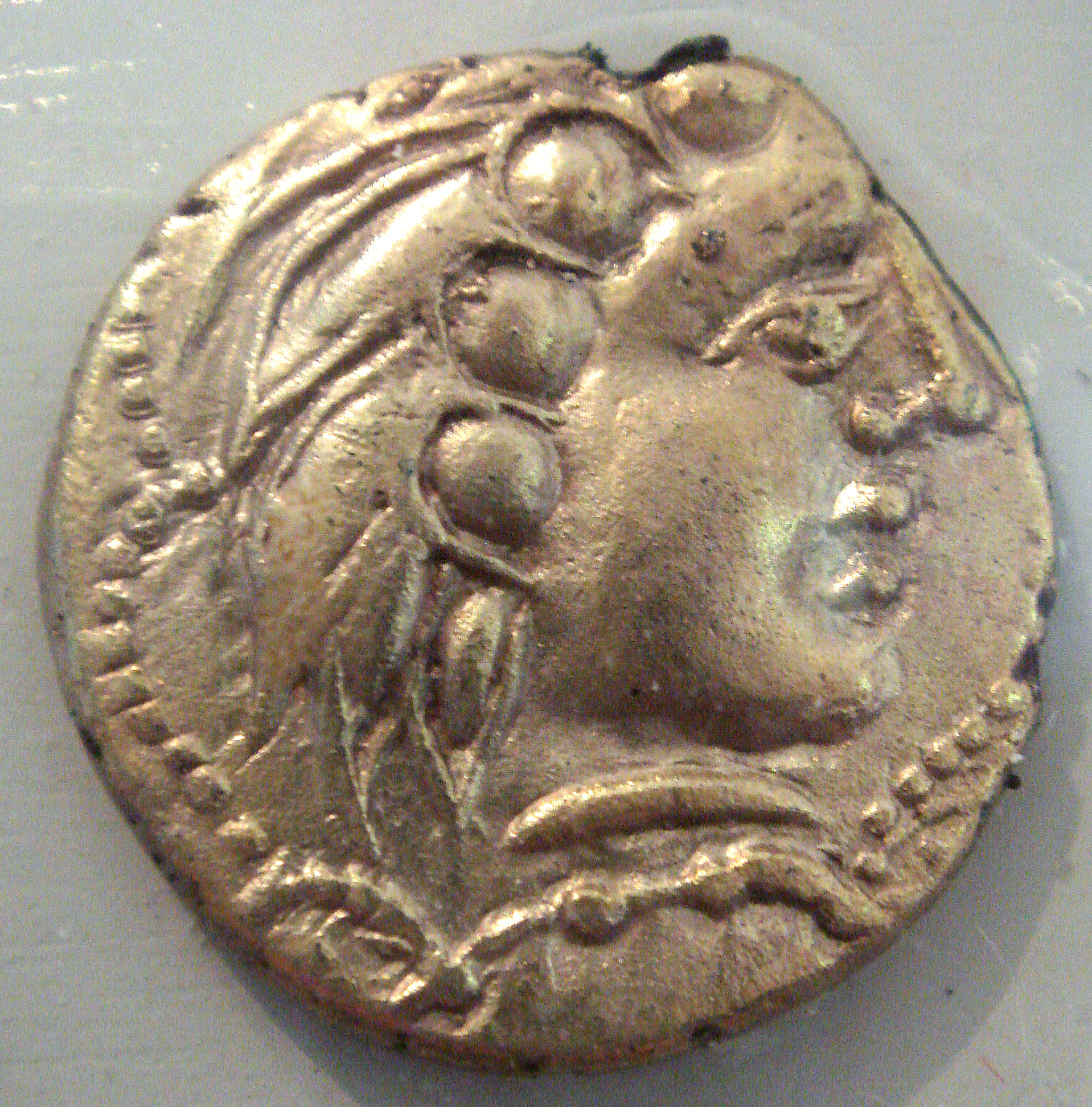
Золотая монета сантонов, V-I вв. до н. э.

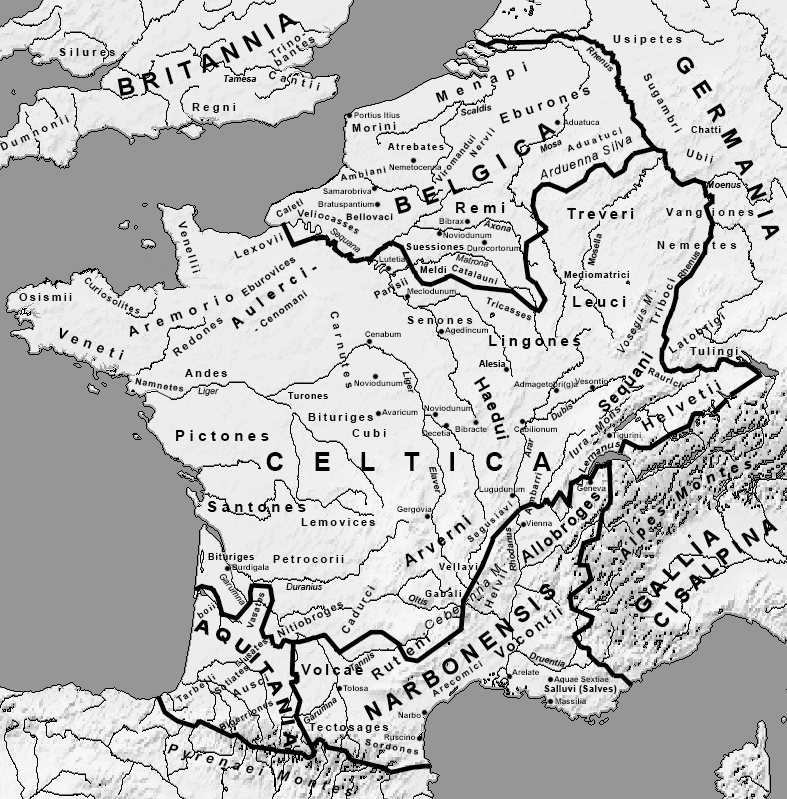
Карта Галлии I-го в. до н. э.

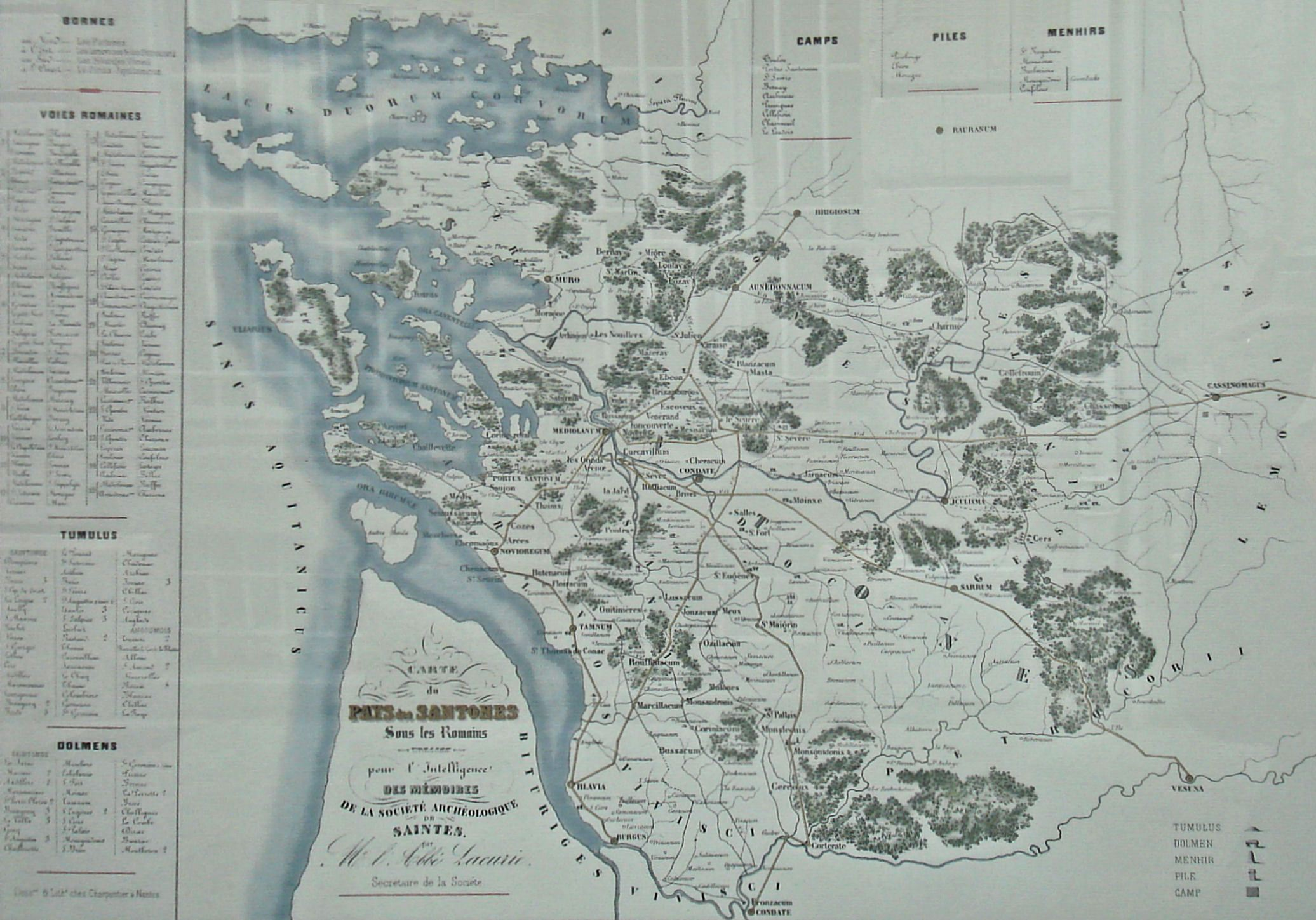
Территории сантонов в Римскую эпоху

Санто́ны (др.-греч. Σάντονες, Σάντονοι, Σάντωνες, лат. Santones, Santoni, фр. Santons) — могущественное и крупное галльское племя, жившее в Аквитании, при устье Гаронны. Главный город племени — Медиолан (лат. Mediolanum Santonum). Римляне захватили территорию сантонов в I веке до н. э.